# دوني مارشال
دوني مارشال (بالإنجليزية: Donny Marshall)‏ مواليد 17 يوليو 1972 في ديترويت، هو لاعب كرة سلة أمريكي معتزل. بدأ مسيرته الاحترافية في سنة 1995. تم اختياره من قبل فريق كليفلاند كافالييرز خلال الدرافت. يبلغ طوله 6 قدم 7 بوصة (2.0 م). اعتزل اللعب في 2003. أحرز خلال مسيرته في الإن بي إيه 293 نقطة بمعدل نقطتان في المباراة الواحدة.

## المسيرة الاحترافية
لعب مع كليفلاند كافالييرز من سنة 1995 إلى 1997، ثم لعب مع كليفلاند كافالييرز في سنة 2000، ثم لعب مع بروكلين نتس في موسم 2002–2003.

## روابط خارجية
- دوني مارشال على موقع إن بي أي (الإنجليزية)
- دوني مارشال على موقع سبورتس رفرنس (الإنجليزية)
- دوني مارشال على موقع كرة السلة الأوروبية.كوم (الإنجليزية)
- دوني مارشال على موقع كلية كرة السلة في سبورتس رفرنس.كوم (الإنجليزية)
- دوني مارشال على موقع ريلجم (الإنجليزية)
- دوني مارشال على موقع بروبوليرز (الإنجليزية)